# Улму (комуна, Келераш)
Улму (рум. Ulmu) — комуна у повіті Келераш в Румунії. До складу комуни входять такі села (дані про населення за 2002 рік):
- Зімбру (208 осіб)
- Кірноджі (218 осіб)
- Улму (921 особа)
- Феурей (606 осіб)

Комуна розташована на відстані 68 км на схід від Бухареста, 33 км на захід від Келераші, 137 км на захід від Констанци.

## Населення
За даними перепису населення 2002 року у комуні проживали 1953 особи.
Національний склад населення комуни:
| Національність | Кількість осіб | Відсоток |
| -------------- | -------------- | -------- |
| румуни         | 1944           | 99,5%    |
| цигани         | 8              | 0,4%     |
| німці          | 1              | 0,1%     |

Рідною мовою назвали:
| Мова      | Кількість осіб | Відсоток |
| --------- | -------------- | -------- |
| румунська | 1946           | 99,6%    |
| циганська | 6              | 0,3%     |
| німецька  | 1              | 0,1%     |

Склад населення комуни за віросповіданням:
| Релігія       | Кількість осіб | Відсоток |
| ------------- | -------------- | -------- |
| православні   | 1951           | 99,9%    |
| римо-католики | 2              | 0,1%     |

## Зовнішні посилання
- Дані про комуну Улму на сайті Ghidul Primăriilor